# Quách phi (Minh Quang Tông)
Hiếu Nguyên Trinh Hoàng hậu (chữ Hán: 孝元貞皇后, 1580 - 1613), hay còn gọi Cung Tĩnh Thái tử phi (恭靖太子妃), là nguyên phối của Minh Quang Tông Chu Thường Lạc khi ông còn là Hoàng thái tử.

## Tiểu sử
Quách thị (郭氏), người phủ Thuận Thiên. Cha là Quách Duy Thành (郭维城), nhờ vào sự vinh hiển của con gái mà được phong làm Bác Bình bá (博平伯), sau tấn phong thành Bác Bình hầu (博平侯). Quách Duy Thành mất, tước vị do trưởng huynh trong dòng tộc là Quách Chấn Minh (郭振明) thừa kế.
Năm Vạn Lịch thứ 29 (1601), Quách thị dự tuyển tú nữ và trở thành phi của Thái tử Chu Thường Lạc. Bà sinh trưởng nữ Hoài Thục Công chúa (怀淑公主). Năm 6 tuổi, Công chúa chết yểu. Năm Vạn Lịch thứ 41 (1613), tháng 12, Quách thị mất, thọ 33 tuổi. Thụy hiệu Cung Tĩnh Thái tử phi (恭靖太子妃).
Sau đó, Thái tử Chu Thường Lạc lên ngôi, tức là Minh Quang Tông. Hoàng đế tại vị được 29 ngày thì băng hà, nên không kịp truy phong cho Quách thị. Đến khi Minh Hy Tông Chu Do Hiệu lên nối ngôi, bèn truy phong Đích mẫu Quách thị thụy hiệu là Hiếu Nguyên Chiêu Ý Triết Huệ Trang Nhân Hợp Thiên Bật Thánh Trinh Hoàng hậu (孝元昭懿哲惠莊仁合天弼聖貞皇后), an táng tại Khánh lăng (庆陵), thờ cùng miếu với Quang Tông.